# Garrison, North Dakota
Garrison là một thành phố thuộc quận McLean tiểu bang Bắc Dakota, Hoa Kỳ. Thành phố này có diện tích 3,6 km2, dân số là 1318 người theo điều tra năm 2000. Garrison được lập năm 1905.